# Hobie Cat

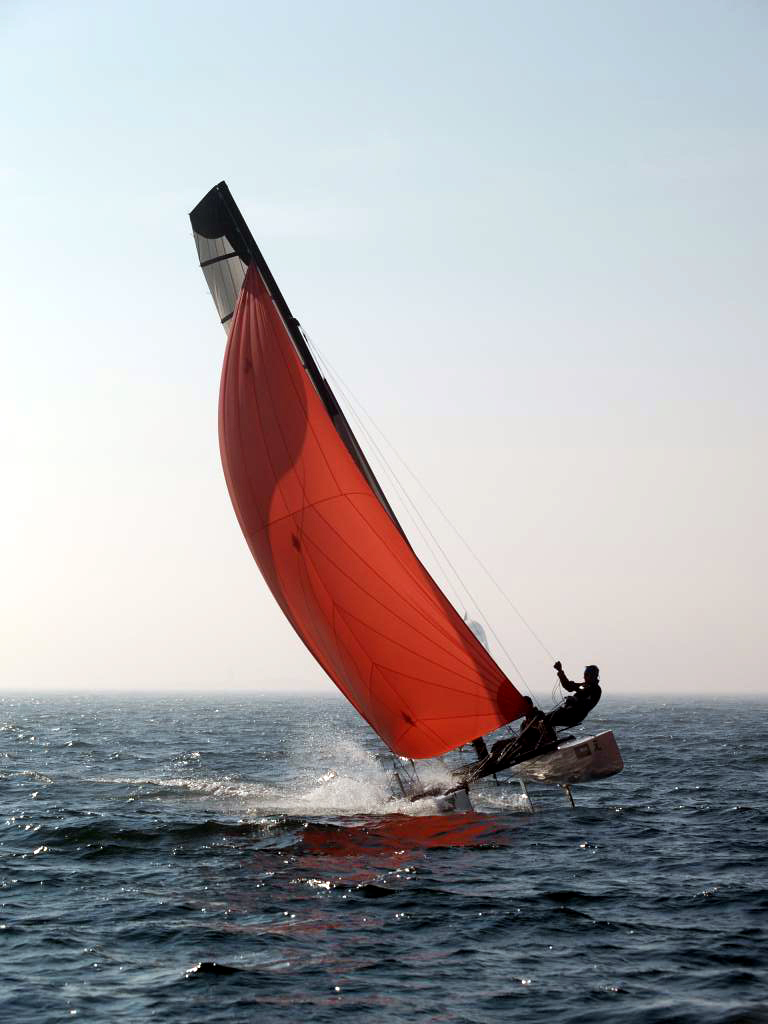
Un Hobie Cat

Hobie Cat è una famiglia di catamarani a vela ideata in California dallo statunitense Horbert "Hobie" Alter a partire dalla fine degli anni sessanta.

## Storia
Hobie Alter prima praticante e poi anche produttore di surf da onda, notò che il vento è spesso parallelo alla spiaggia. Progettò allora un piccolo catamarano che forniva prestazioni eccezionali con vento al traverso e che al contempo potesse superare le onde frontali con notevoli salti. Ideò e costruì un semplice catamarano di 14" molto robusto e notevolmente invelato rispetto al suo peso e lunghezza.

## Costruzione
Gli scafi lunghi 14" erano costruiti in sandwich di vetroresina, erano uniti tramite un telaio in profili di alluminio rialzato rispetto alla coperta degli scafi sul quale era teso un telo in PVC che fungeva da seduta per l'equipaggio (una o due persone al massimo). Gli scafi avevano una forma a banana con prue e poppe rialzate per meglio risalire le onde, la sezione asimmetrica degli scafi produceva la forza necessaria a contrastare lo scarroccio rendendo superflue le derive. La randa steccata era colorata e prodotta in resistente dacron; la barca era anche dotata di trapezio che permetteva al timoniere di contrastare la tendenza a sollevarsi su un solo scafo dovuta alla grande vela.

## Modelli e filosofia
Il primo modello fu l'Hobie Cat 14, cui seguirono due modelli più grandi, l'Hobie Cat 16 (5,05 m) e l'Hobie Cat 18 (circa 6 m di lunghezza), entrambi col doppio trapezio, con randa e fiocco (più gennaker opzionale), e in grado di raggiungere velocità comprese tra 20 e 30 nodi, in condizioni di vento forte. Oggi i catamarani della famiglia Hobie Cat sono i più diffusi al mondo: velocissimi, divertenti, robusti, acrobatici, possono essere usati sia per divertimento puro (es. il campeggio nautico), sia per regatare in eventi organizzati in tutto il mondo dalle varie associazioni nazionali Hobie Cat. Altri modelli si sono aggiunti alla gamma, come gli Hobie Cat Tiger e Wildcat (entrambi Formula 18) o il Dragoon catamarano di iniziazione per ragazzini. Molti possessori dei catamarani Hobie Cat condividono il cosiddetto "Hobie way of life", ovvero lo stile di vita spensierato e divertito di Hobie Alter.